# Eumenes aureoniger
Eumenes aureoniger är en stekelart som beskrevs av Giordani Soika. Eumenes aureoniger ingår i släktet krukmakargetingar, och familjen Eumenidae. Inga underarter finns listade i Catalogue of Life.